# Barcelonne-du-Gers
Barcelonne-du-Gers is een gemeente in het Franse departement Gers (regio Occitanie). Barcelonne-du-Gers telde op 1 januari 2022 1.378 inwoners. De plaats maakt deel uit van het arrondissement Mirande en van het gemeentelijk samenwerkingsverband Communauté de Communes d'Aire sur l'Adour (CCAA), dat 22 gemeenten in de departementen Landes en Gers omvat.

## Geografie
De oppervlakte van Barcelonne-du-Gers bedroeg op 1 januari 2022 20,29 vierkante kilometer; de bevolkingsdichtheid was toen 67,9 inwoners per km².

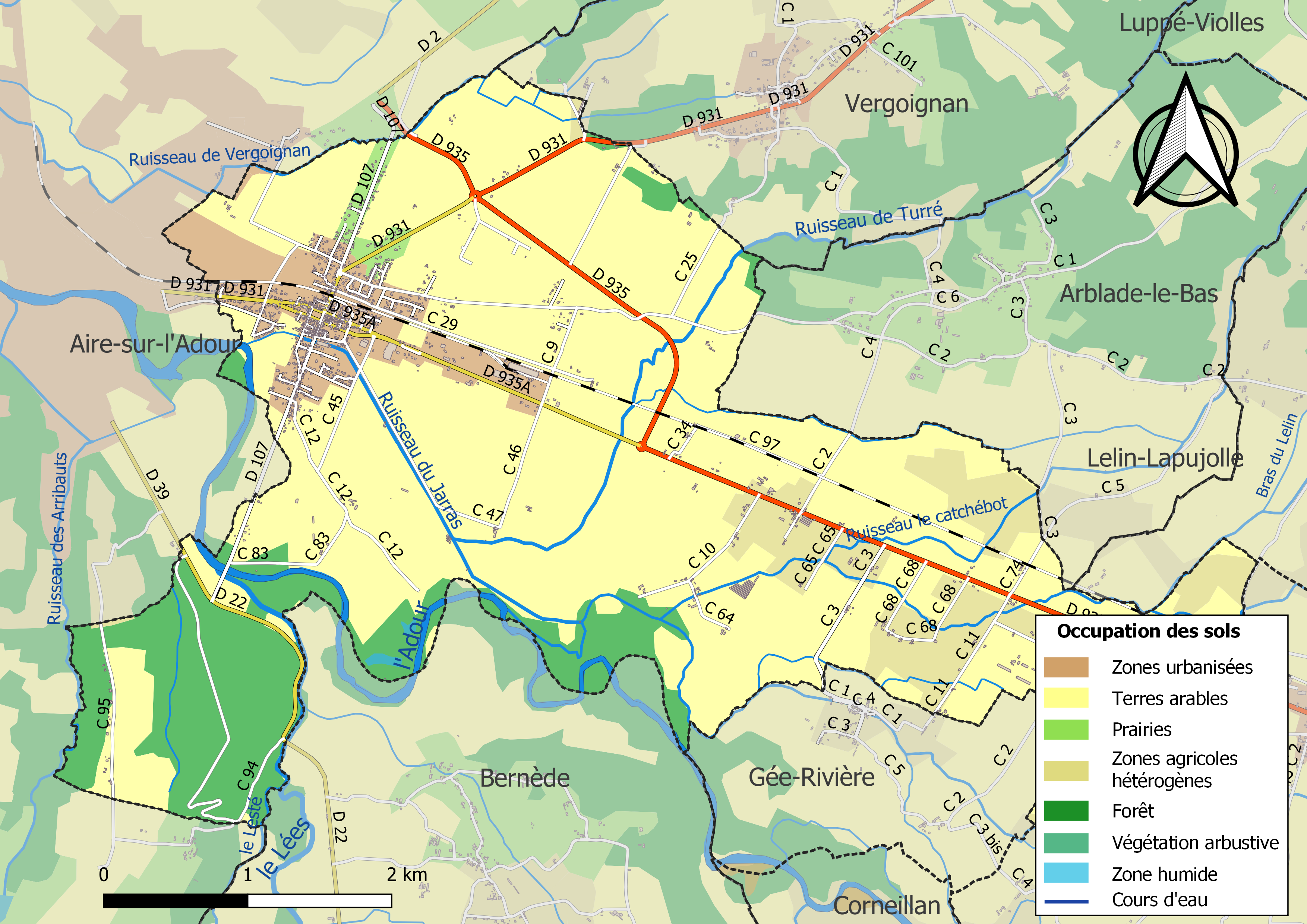
Kaart van de gemeente met belangrijkste infrastructuur, bodemgebruik en omliggende gemeenten

## Demografie
Onderstaande figuur toont het verloop van het inwonertal (bron: INSEE-tellingen).